# Léopold Victor Delisle
Léopold Victor Delisle (Valognes, 24 ottobre 1826 – Chantilly, 21 luglio 1910) è stato un bibliotecario, storico, diplomatista e paleografo francese, tra i principali cultori della diplomatica in Francia e animatore dell'École nationale des chartes.

## Biografia

### Giovinezza
Cresciuto a Valognes in Normandia, fu assunto, in gioventù, dall'antiquario e storico dell'architettura, Charles-Alexis-Adrien Duhérissier de Gerville, che lo incaricò di copiare manoscritti della sua collezione e gli insegnò sufficientemente le basi della paleografia, tanto che Delisle fu poi in grado di entrare nell'École des Chartes. Presso quest'istituto, dove la sua carriera studentesca fu brillante e dove mantenne la sua influenza anche negli anni a venire in qualità di insegnante, la sua tesi finale s'intitolo Essai sur les revenus publics en Normandie au XIIe siècle (1849), basata in parte sui manoscritti di Duhérissier de Gerville, in omaggio alla natale Normandia che fu oggetto dei suoi primi studi, quali Études sur la condition de la classe agricole et l'état de l'agriculture en Normandie au Moyen Âge (1851), basati su faticose ricerche compiute negli archivi di quella regione. Tale lavoro fu poi ristampato nel 1905 senza modifiche, e rimane autorevole in tale ambito tutt'oggi.

### AllaBibliothèque nationale
Nel novembre 1852 trovò lavoro presso la sezione manoscritti della Bibliothèque Imperiale (futura Biblioteca nazionale di Francia), sezione di cui, nel 1874, divenne il principale responsabile quale successore di Jules Taschereau. Delise era al tempo già noto per essere un compilatore di innumerevoli e inestimabili inventari dei manoscritti della sezione. Quando il governo francese decise di stampare un catalogo generale dei libri conservati nella biblioteca, Delisle divenne responsabile di quest'iniziativa e prese parte all'opera: nella prefazione al primo volume (1897), fornì un dettagliato resoconto della storia della biblioteca e della sua gestione.
Sotto la sua amministrazione la biblioteca si arricchì di numerosi doni, lasciti testamentari ed acquisizioni, in particolare con l'acquisto di una parte dei manoscritti provenienti dal conte di Ashburnham. Delisle dimostrò che la maggior parte dei manoscritti di origine francese che il conte di Ashburnham aveva comprato in Francia, in particolare quelli acquistati dal venditore di libri Jean-Baptiste Barrois, era stata rubata dal conte Guglielmo Libri Carucci dalla Sommaja, ispettore generale delle biblioteche sotto il re Luigi Filippo, procurandosi il riacquisto dei manoscritti per la biblioteca, dopo aver preparato un catalogo di essi intitolato Catalog des manuscrits des fonds Libri et Barrois (1888), la cui prefazione fornisce la cronologia dell'intera transazione. Fu eletto membro dell'Academie des Inscriptions et Belles Lettres nel 1859 e divenne membro dello staff del Recueil des historiens de la France, collaborando ai volumi XXII (1865) e XXIII (1876) e curando il XXIV (1904), prezioso per la storia sociale della Francia nel XIII secolo.

### Ritiro e morte
Dopo il suo ritiro (21 febbraio 1905), Delise pubblicò in due volumi un catalogo e una descrizione dei libri e dei manoscritti stampati nel Museo Condé di Chantilly, lasciato dal duca d'Aumale all'Istituto francese. Morì a Chantilly nel 1910.

## Attività scientifica

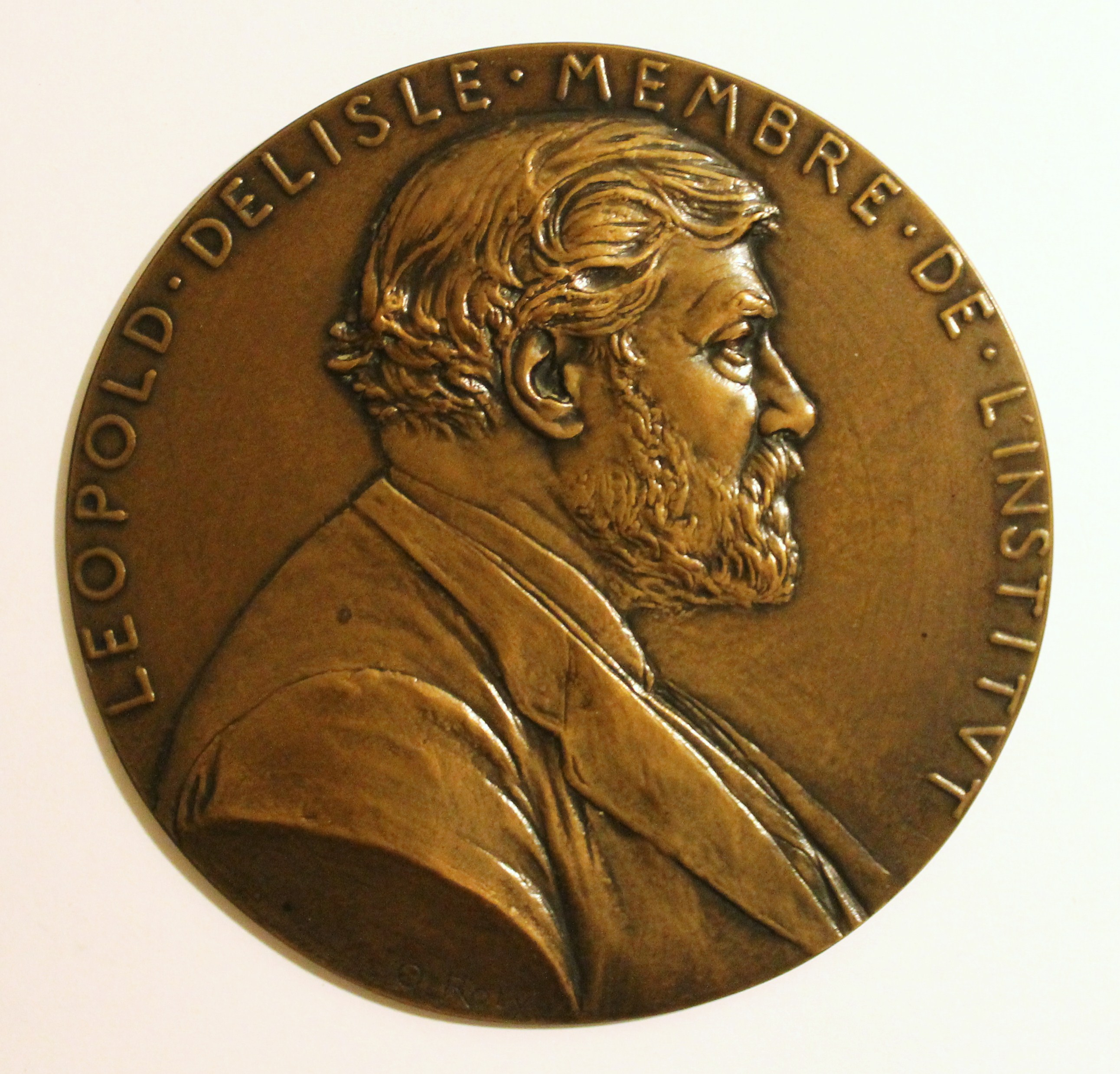
Léopold Delisle medal by Louis-Oscar Roty

Delisle, oltre al suo lavoro come bibliotecario e direttore della Bibliothèque Nationale, realizzò (aiutato in questo anche dalla moglie Laura Burnouf, sposata il 10 giugno 1857 e figlia di Eugène Burnouf) molti preziosi rapporti ufficiali, cataloghi e un gran numero di memorie e monografie sui punti legati alla paleografia e allo studio della storia e dell'archeologia, quali i Mélanges de paleographie et de bibliographie (1880) con l'atlante e i suoi articoli nell'Album paléographique (1887). In ambito paleografico, Delisle si concentrò sullo studio della scrittura merovingica, sulle precaroline prodotte dagli scriptoria delle abbazie di Corbie e Luxeuil e sull'importanza del monastero di San Martino di Tours (Memoire su l'école calligraphique de Tours), diretto dal dotto Alcuino di York, per la produzione e diffusione in tutto l'Impero carolingio della scrittura minuscola che porterà il nome di Carlo Magno.
In ambito diplomatistico, Delisle si concentrò sull'edizione critica e lo studio dei documenti prodotti dalle cancellerie dei sovrani merovingi e carolingi prima (celebre la pubblicazione de Recueil des historiens des Gaules et de la France, 1869 e seguenti), seguito poi da quelli dei sovrani francesi dell'età medievale (dei Diplômes des rois de France) di quelli inglesi come Enrico II e di papi, quali Innocenzo III (Mémoire sur les actes d'Innocent III, 1857). Importante anche la Mémoire sur les operations financières des Templiers (1889). Collaborò inoltre attivamente all'Histoire littéraire de la France.